# Маммот (Вайомінг)
Маммот (англ. Mammoth) — переписна місцевість (CDP) в США, в окрузі Парк штату Вайомінг. Населення — 262 особи (2020).

## Географія
Маммот розташований за координатами 44°58′24″ пн. ш. 110°41′35″ зх. д. / 44.97333° пн. ш. 110.69306° зх. д. (44.973210, -110.692943).  За даними Бюро перепису населення США в 2010 році переписна місцевість мала площу 2,04 км², уся площа — суходіл.

### Клімат
| Клімат : Маммот       | Клімат : Маммот | Клімат : Маммот | Клімат : Маммот | Клімат : Маммот | Клімат : Маммот | Клімат : Маммот | Клімат : Маммот | Клімат : Маммот | Клімат : Маммот | Клімат : Маммот | Клімат : Маммот | Клімат : Маммот | Клімат : Маммот |
| Показник              | Січ.            | Лют.            | Бер.            | Квіт.           | Трав.           | Черв.           | Лип.            | Серп.           | Вер.            | Жовт.           | Лист.           | Груд.           | Рік             |
| Середній максимум, °C | −1,1            | 1,1             | 5,0             | 10,0            | 15,6            | 21,1            | 27,2            | 26,1            | 20,0            | 12,8            | 3,9             | −1,1            | 11,8            |
| Середній мінімум, °C  | −11,7           | −10,6           | −7,2            | −2,8            | 1,7             | 5,6             | 9,4             | 8,3             | 3,9             | −1,1            | −6,7            | −11,1           | −1,8            |
| --------------------- | --------------- | --------------- | --------------- | --------------- | --------------- | --------------- | --------------- | --------------- | --------------- | --------------- | --------------- | --------------- | --------------- |

## Демографія
Згідно з переписом 2010 року, у переписній місцевості мешкали 263 особи в 96 домогосподарствах у складі 58 родин. Густота населення становила 129 осіб/км².  Було 124 помешкання (61/км²).
Расовий склад населення:
| - 94,7 % — білих - 1,1 % — корінних американців - 0,8 % — чорних або афроамериканців - 0,8 % — азіатів - 0,4 % — вихідців з тихоокеанських островів |

До двох чи більше рас належало 1,9 %. Частка іспаномовних становила 1,5 % від усіх жителів.
За віковим діапазоном населення розподілялося таким чином: 18,6 % — особи молодші 18 років, 78,7 % — особи у віці 18—64 років, 2,7 % — особи у віці 65 років та старші. Медіана віку мешканця становила 45,9 року. На 100 осіб жіночої статі у переписній місцевості припадало 99,2 чоловіків;  на 100 жінок у віці від 18 років та старших — 101,9 чоловіків також старших 18 років.
Цивільне працевлаштоване населення становило 105 осіб. Основні галузі зайнятості: публічна адміністрація — 54,3 %, мистецтво, розваги та відпочинок — 23,8 %, науковці, спеціалісти, менеджери — 15,2 %.